# Nima Nourizadeh
Nima Nourizadeh (in persiano نیما نوریزاده‎; 12 novembre 1977) è un regista iraniano naturalizzato britannico, regista di video musicali e direttore commerciale.

## Biografia
Il suo film d'esordio è Project X, pubblicato a marzo 2012. Prima di realizzare Project X, ha diretto video musicali per Dizzee Rascal, Pink Grease, Franz Ferdinand, Bat for Lashes, Santigold, Hot Chip, Yelle e Lily Allen.
Ha anche diretto pubblicità per Adidas.
Nourizadeh è il figlio dell'attivista politico Alireza Nourizadeh ed i suoi fratelli sono produttori di musica elettronica Omid 16B e Navid.
Il suo secondo film è stato la commedia d'azione 2015 American Ultra, con Jesse Eisenberg, Kristen Stewart, Connie Britton, John Leguizamo e Topher Grace.

## Filmografia

### Cinema
- Project X - Una festa che spacca (2012)
- American Ultra (2015)

### Televisione
- Little America – serie TV, episodio 1x07 (2020)
- The Wilds – serie TV, episodi 2x03-2x04 (2022)
- Gangs of London – serie TV, episodi 2x05-2x06 (2022)
- Warrior – serie TV, episodio 3x01 (2023)
- The Gentlemen – serie TV, 2 episodi (2024)